# Somethin' Else
Somethin' Else es un álbum del músico de jazz estadounidense Julian "Cannonball" Adderley editado en 1958. La composición que da título al disco es de Miles Davis y la grabación es notable asimismo, entre otras cosas, por ser una de las pocas realizadas por Davis para  Blue Note Records. The Penguin Guide to Jazz incluye esta grabación en su lista "Core Collection".
Además de Adderley y Davis, colaboran Art Blakey, Hank Jones y Sam Jones.

## Lista de temas
1. "Autumn Leaves" (Joseph Kosma) – 11:01
2. "Love for Sale" (Cole Porter)  – 7:06
3. "Somethin' Else" (Miles Davis)  – 8:15
4. "One for Daddy-O" (Nat Adderley, Sam Jones)  – 8:26
5. "Dancing in the Dark" (Arthur Schwartz)  – 4:07
6. "Bangoon" (también conocido como "Alison's Uncle") (Hank Jones)  – 5:05 (no incluido en el álbum original)

## Personal
- Cannonball Adderley - saxo alto
- Miles Davis - trompeta
- Hank Jones - piano
- Sam Jones - contrabajo
- Art Blakey - batería